# Diocesi di Stratonicea di Caria

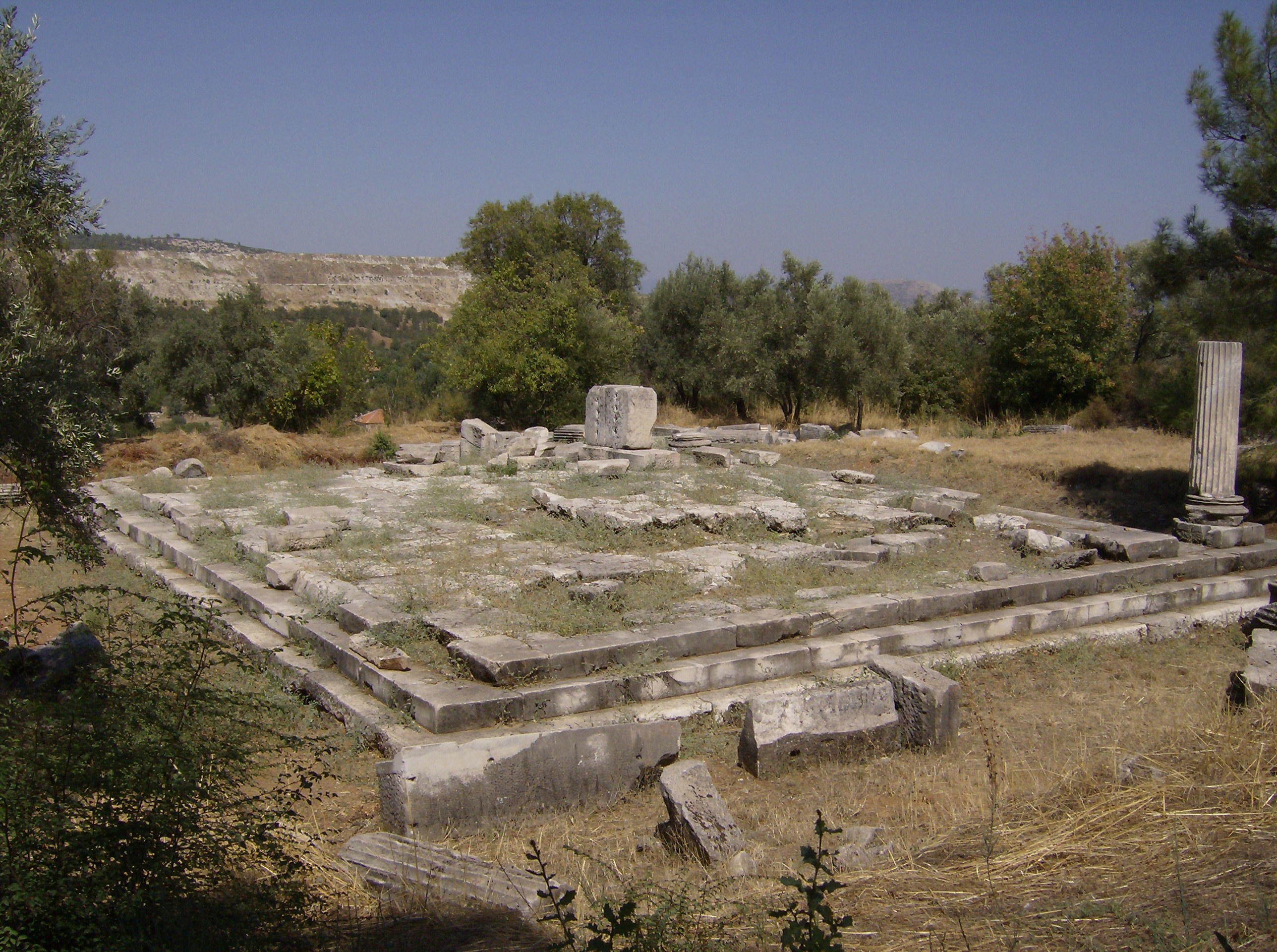
Rovine di Stratonicea di Caria.

La diocesi di Stratonicea di Caria (in latino Dioecesis Stratonicensis in Caria) è una sede soppressa del patriarcato di Costantinopoli e una sede titolare della Chiesa cattolica.

## Storia
Stratonicea di Caria, identificabile con le rovine di Eskihisar nell'odierna Turchia, è un'antica sede episcopale della provincia romana della Caria nella diocesi civile di Asia. Faceva parte del patriarcato di Costantinopoli ed era suffraganea dell'arcidiocesi di Stauropoli.
La diocesi è documentata nelle Notitiae Episcopatuum del patriarcato di Costantinopoli fino al XII secolo.
Michel Le Quien attribuisce a questa diocesi tre vescovi: Eupizio, che partecipò al concilio di Calcedonia del 451; Teopempto, che era presente al concilio detto concilio in Trullo nel 692; e Gregorio, che assistette al secondo concilio di Nicea nel 787.
Le ricerche archeologiche hanno riportato alla luce due iscrizioni: una mutila, con un vescovo anonimo riferibile al VII secolo o oltre; un'altra frammentaria, databile al VI/VII secolo, dove il nome del vescovo è noto solo per le prime quattro lettere, Kleo, che lascia aperte diverse possibili soluzioni.
Sono infine noti quattro sigilli vescovili, che riportano i nomi di vescovi di Stratonicea, ossia Giovanni, Dionisio e due Giorgio; tuttavia, in mancanza di ulteriori indicazioni, è impossibile stabilire se i sigilli appartenessero a vescovi di Stratonicea di Caria oppure di Stratonicea di Lidia.
Dal XIX secolo Stratonicea di Caria è annoverata tra le sedi vescovili titolari della Chiesa cattolica; la sede è vacante dal 6 febbraio 1977. Il suo ultimo titolare è stato Carlos Guillermo Hartl de Laufen, vescovo coadiutore e poi vicario apostolico di Araucanía e in Cile.

## Cronotassi

### Vescovi greci
- Eupizio † (menzionato nel 451)
- Kleo… † (circa VI secolo/VII secolo)
- Anonimo † (circa VII secolo)
- Teopempto † (menzionato nel 692)
- Gregorio † (menzionato nel 787)
- Giovanni ? † (X secolo)
- Dionisio ? † (X/XI secolo)
- Giorgio I ? † (X/XI secolo)
- Giorgio II ? † (X/XI secolo)

### Vescovi titolari
- Alfonso Bermyn, C.I.C.M. † (15 aprile 1901 - 16 febbraio 1915 deceduto)
- Antonio Stoppani, M.C.C.I. † (13 giugno 1917 - 6 agosto 1940 deceduto)
- Joseph Cucherousset, C.S.Sp. † (9 aprile 1948 - 14 settembre 1955 nominato arcivescovo di Bangui)
- Carlos Guillermo Hartl de Laufen, O.F.M.Cap. † (9 novembre 1956 - 6 febbraio 1977 deceduto)